# Saint-Laurent (Vosges)
Pour les articles homonymes, voir Saint-Laurent.
Saint-Laurent est une ancienne commune française du département des Vosges, créée par un assemblage de hameaux ou villages de l'ancien ban d'Uxegney en 1790 avant d'être rattachée à Épinal le 1er juillet 1964.

## Géographie historique

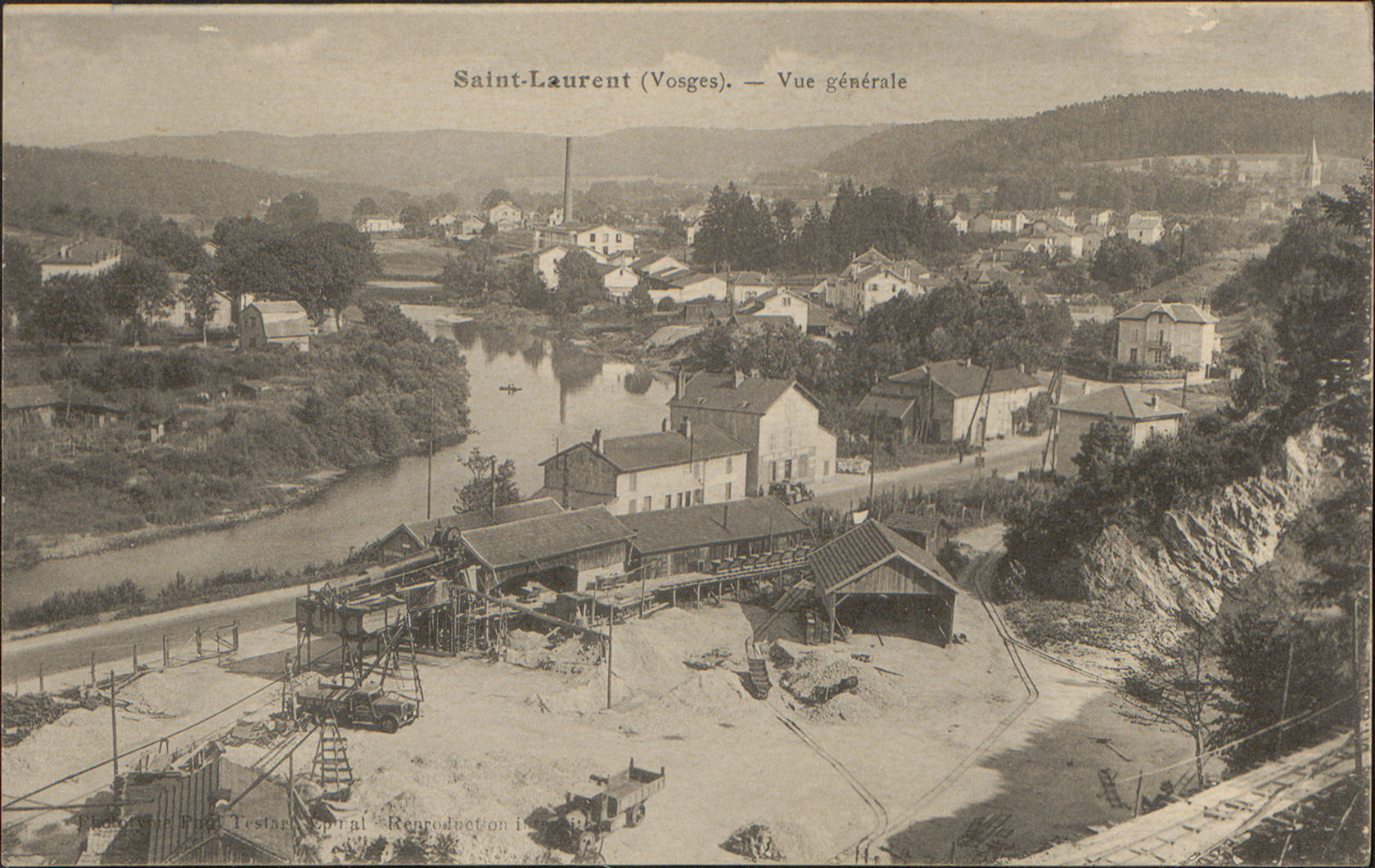
Vue générale
(carte postale Paul Testart).

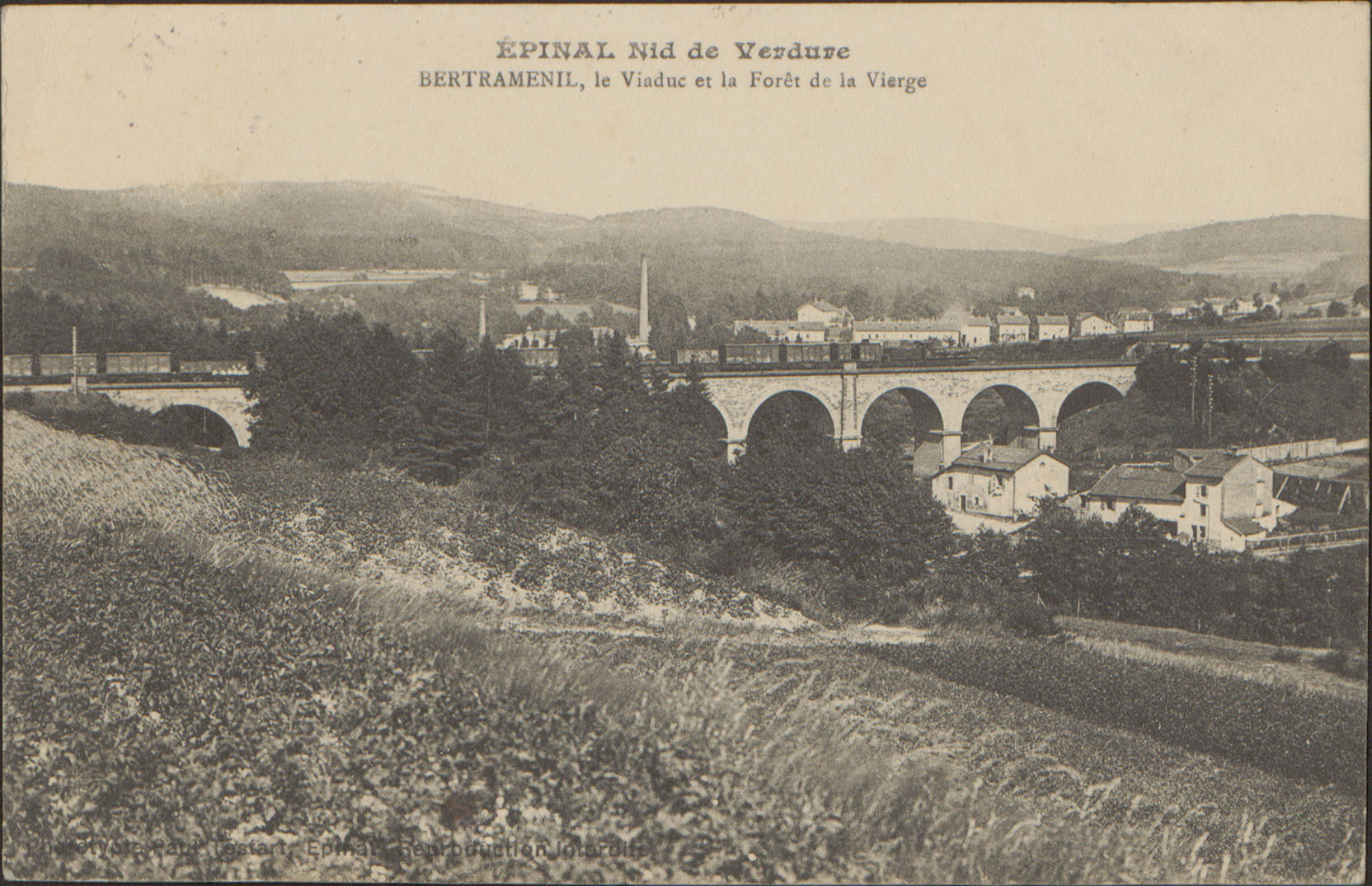
Ancien viaduc de Bertraménil et forêt de la Vierge (P. Testart).

Le territoire communal en rive gauche de Moselle, d'une superficie de 1 619 ha, s'étalait sur le versant de plusieurs collines, environnant les ruisseaux du Char-d'argent et de Saint-Laurent.
La communauté Saint-Laurent, comme le ruisseau cité, doit son nom à l'oratoire Saint-Laurent, lieu de pèlerinage, autrefois très fréquenté avec une chapelle dont les fondations seraient antérieures au XIIe siècle, du ban d'Uxegney.
Les écarts ou hameaux se nommaient Bertraménil, Besonfosse, Char d'argent, Genaufête, Gintot, Humbertois, Neuve-Grange, Pré-Orel ou Pré-Hauzel, La Taviane. Il existait, à côté des ferme nommées Champ-de-Damas et Le Bouffrôt, aussi des censes ou domaines ascensés le plus souvent associés à des familles anciennes ou des lieux remarquables, soient Bénaveau, Champ-Beauvert, Champ-Érard, Chessi-Lallemand, la Combe des Fèves, Gargoteuse, La Munière, Neuf-étang, Tournée Jean Vincent.

## Histoire
Au sein du ban d'Uxegney, Humbertois, Bezonfosse, Bertraménil, Saint-Laurent (initialement le vieux Saint-Laurent), Pré-Hauzel... avaient droit de village, avec un moulin notamment à grain. Les populations d'éleveurs étaient semi-nomades au XIIIe siècle, leurs gros troupeaux migrant sur les parcours et chaumes du ban d'Uxegney, mais aussi vers diverses chaumes des Hautes-Vosges en rive droite de Moselle. 
Les représentants des familles de grands frotiers ou des maires forestiers, en réalité de puissants éleveurs de bovins et de petits chevaux, étaient sujets du duc de Lorraine depuis le XIIe siècle. En 1562, les habitants, tout en restant dans le ban d'Uxegney, deviennent sujets directs du duc de Lorraine, prélude à l'accaparement ducal des terres impériales de l'abbaye de Remiremont. 
En 1623, les habitants voient leurs droits d'usages reconduits sur l'ensemble des forêts du ban d'Uxegney. Ils mènent pour les plus modestes leurs troupeaux réunis sur les chemins de parcours, tout comme leurs porcs à la paisson, comme aux temps médiévaux.
En 1710, le simple village de Saint-Laurent, ce qui exclut les autres villages, hameaux, censes et fermes déjà cités, ne compte que vingt conduits fiscaux et six habitats précaires. L'ensemble du ban d'Uxegney fait partie de la prévôté de Dompaire et du bailliage des Vosges, ce qui était déjà le cas en 1594 avec la différence notable que seuls les maires forestiers étaient sujets lorrains et non l'ensemble des populations souvent serves ou dépendantes du chapitre Saint-Pierre de Remiremont.
En 1751, une réforme administrative lorraine, d'inspiration française, sous Stanislas, fait passer le ban d'Uxegney sous le bailliage et la maîtrise forestière de Darney, pour mieux accaparer les ressources forestières jusque-là préservées. Le pillage des bois, avec la gabegie causée par des besoins croissants en bois de chauffe et de verrerie, ratiboise les dernières forêts immémoriales du ban d'Uxegney, en particulier celles des hauteurs de Saint-Laurent à proximité de la Moselle. Les terres dénudées laissent souvent des coulées de terres et de pierres dévalées avec la fonte des neiges abondantes à la fin du siècle.
En 1782, l'habitat dispersé de Saint-Laurent, dont le centre est à 5 kilomètres d'Épinal, chef-lieu de canton et d'arrondissement, est considéré comme une collection de pauvres hameaux, du ban d'Uxegney, qui est alors attribué assez récemment à la paroisse d'Uriménil. Auparavant l'ensemble des villages et hameaux étaient placées, avec un statut d'église annexe, dans la grande paroisse d'Uxegney, du doyenné de Jorxey, en sein du diocèse de Toul.
En 1790, une entité communale rassemblée sous le nom de Saint-Laurent est formée dans le canton et district d'Épinal. La structure de l'ancien ban d'Uxegney, déjà déliquescentes depuis des décennies d'administration française, disparaît, de même que la chapelle de Saint-Laurent devient un peu plus tard une simple annexe de l'église du faubourg d'Épinal. Le recensement de l'an XII compte 312 habitants résidents sur la commune. En 1830, il y a 397 habitants.  
Avant 1845, la statistique administrative du département des Vosges de Lepage et Charton présente la commune. Le centre de la commune est placé sur la route royale n°57 de Metz à Besançon, associée ici dans son trajet rectifié à la route n°66 de Bar-le-Duc à Bâle. 
La population de la commune, qui compte 85 maisons et 132 ménages officiels, s'élève à 481 habitants en 1845. Le suffrage censitaire réserve le droit de vote à une élite fiscale de 48 électeurs. L'école communale mixte, à la mairie, regroupe 54 élèves.

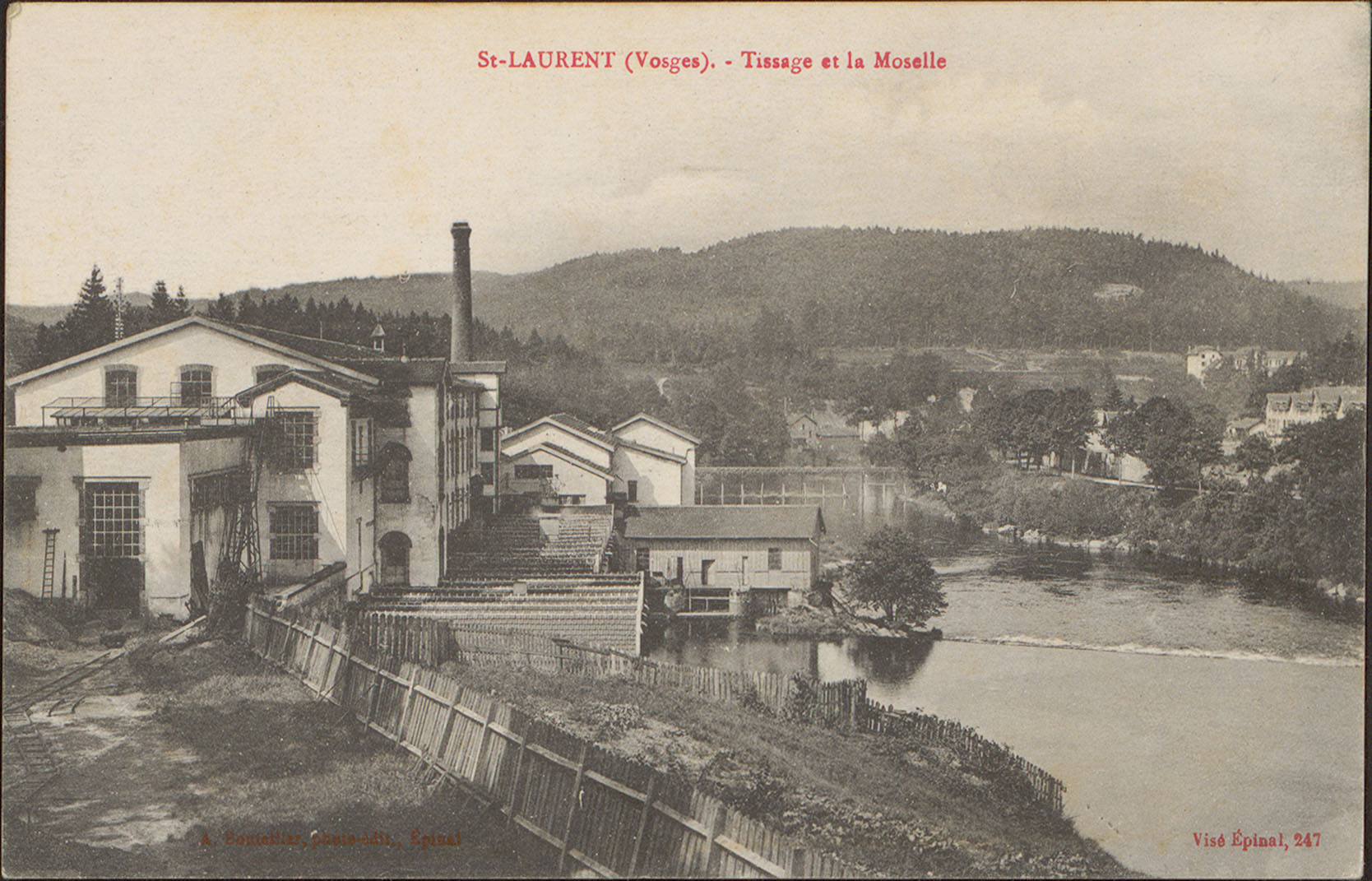
Usine de tissage au bord de la Moselle.

La statistique agricole mentionne en 1845 une superficie de 429 ha en champs labourables, 175 ha en prés et prairies, 6 ha en jardins, vergers et chènevières, et seulement 897 ha de forêt communale. Les principales cultures en champs concernent la pomme de terre et la rave, mais aussi le seigle, le froment, le plus souvent avec le méteil, l'avoine et le sarrasin. 
Il existe encore trois moulins à grain, le plus important est à Hozel. Un moulin faisait aussi huilerie. Une féculerie occupant en saison de récolte 6 à 7 ouvriers produit bon an mal an 80 à 100 tonnes de fécules exportés rapidement vers l'Alsace et ses divers centres textiles placés sous l'égide de Mulhouse. Il y avait aussi une filature de laine. L'activité pastorale la plus lucrative était le commerce de bétail. 
En 1932, la commune se sépare du village de Dinozé ; puis le 1er juillet 1964, Saint-Laurent fusionne avec Épinal.

## Administration
| Période | Période | Identité                      | Étiquette | Qualité |
| ------- | ------- | ----------------------------- | --------- | ------- |
| 1793    | 1800    | Jean-François Mangin          |           |         |
| 1800    | 1801    | M. Mathieu                    |           |         |
| 1801    | 1803    | Dominique Colin               |           |         |
| 1803    | 1810    | Claude-Philippe Houillon      |           |         |
| 1810    | 1813    | Romary Antoine                |           |         |
| 1813    | 1815    | M. Colin                      |           |         |
| 1815    | 1823    | Dominique Colin               |           |         |
| 1823    | 1845    | Jean-Nicolas Mangin           |           |         |
| 1845    | 1869    | André Pagelot                 |           |         |
| 1869    | 1870    | Charles-Dominique Colin       |           |         |
| 1870    | 1885    | André-Frédéric Thouvenin      |           |         |
| 1885    | 1893    | Charles-Dominique Colin       |           |         |
| 1893    | 1900    | Charles-Émile Balandier       |           |         |
| 1900    | 1928    | Claude-Joseph-Hyacinthe Colin |           |         |
| 1928    | 1945    | M. Mourey                     |           |         |
| 1945    | 1957    | Camille Mater                 |           |         |
| 1957    | 1963    | Louis Boulay                  |           |         |
| 1963    | 1964    | Julien Ruellet                |           |         |

## Démographie
| 1793 | 1800 | 1806 | 1821 | 1831 | 1836 | 1841 | 1846 | 1856 |
| ---- | ---- | ---- | ---- | ---- | ---- | ---- | ---- | ---- |
| 317  | 286  | 343  | 380  | 396  | 494  | 481  | 560  | 524  |

| 1861 | 1866 | 1876  | 1881  | 1886  | 1891  | 1896  | 1901  | 1906  |
| ---- | ---- | ----- | ----- | ----- | ----- | ----- | ----- | ----- |
| 569  | 536  | 1 072 | 1 624 | 1 390 | 1 819 | 2 371 | 2 621 | 2 838 |

| 1911  | 1921  | 1926  | 1931  | 1936  | 1946  | 1954  | 1962  | - |
| ----- | ----- | ----- | ----- | ----- | ----- | ----- | ----- | - |
| 2 990 | 2 976 | 3 028 | 3 271 | 2 622 | 2 630 | 2 890 | 3 002 | - |

## Culture locale et patrimoine

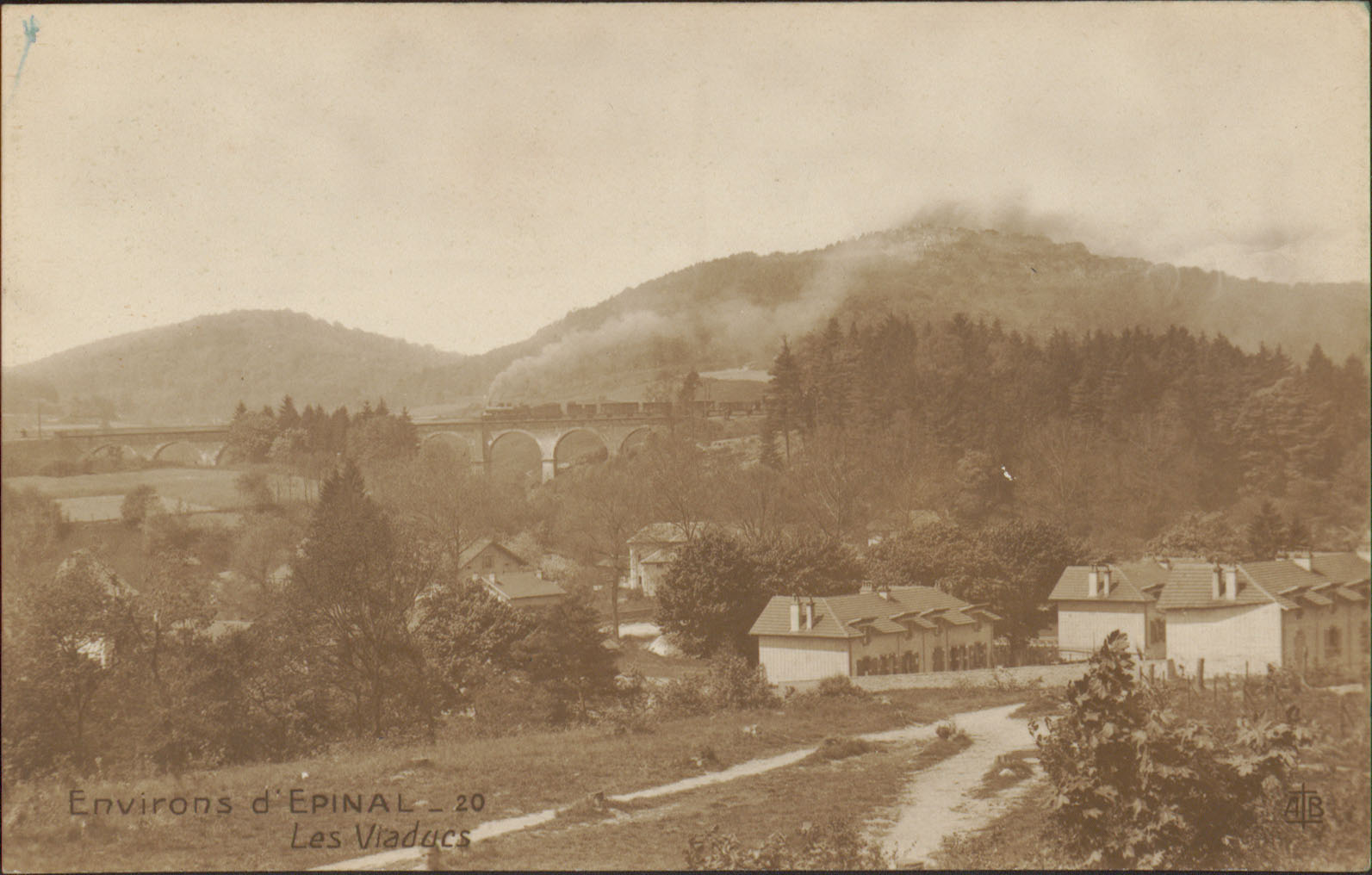
Viaduc de la voie stratégique.

### Lieux et monuments
- Église Saint-Laurent
- Viaduc de Bertraménil, pour une voie stratégique ferroviaire de contournement[4].

### Personnalités liées
- Saint-Just Péquart (1881-1944), industriel, archéologue et préhistorien, y est né.